# Charlie Donlea
Charlie Donlea es un oftalmólogo y escritor estadounidense. Vive en Chicago con su mujer y sus dos hijos. Donlea cuenta que hasta los 20 años no había abierto una sola novela: "He sobrevivido a la vida académica sin haber leído un libro". Sus prejuicios con la literatura se superaron cuando leyó La firma (1991), de John Grisham. A día de hoy es uno de los autores más vendidos de Estados Unidos y sus libros se venden en más de 20 territorios.

## Obras
- El crimen del lago (Summit Lake, 2016). Publicada en español por Motus en 2022.
- La chica que se llevaron (The Girl Who Was Taken, 2017). Publicada en español por Motus en 2021.[4]
- Don't Believe It (2018)
- Twenty Years Later (2021)
- Long time gone (2024)
- El ADN te condena (2025)

### Serie Rory Moore/Lane Phillips
1. Hay quienes eligen la oscuridad (Some Choose Darkness, 2019). Publicada en español por Motus en 2022.[5]
2. The Suicide House (2020).